# Диновцы
Диновцы́ (укр. Динівці) — село в Новоселицкой городской общине Черновицкого района Черновицкой области Украины.
Население по переписи 2009 года составляло 5211 человека. Почтовый индекс — 60331. Телефонный код — 3733. Код КОАТУУ — 7323081601.

## История
В 1946 г. Указом ПВС УССР село Динауцы переименовано в Диновцы.
До 2020 года входило в Новоселицкий район